# الکساندر اونیلید
الکساندر اونیلید (انگلیسی: Aleksander Kunileid؛ ۲۲ نوامبر ۱۸۴۵ – ۲۷ ژوئیهٔ ۱۸۷۵) آهنگ‌ساز اهل استونی بود.
وی در سال ۱۸۶۵ از مدرسه دینی معلمان فارغ‌التحصیل شد و سه سال در روستای کوچک پایستو به تدریس پرداخت و در آنجا معمولاً در کلیسای محلی ارگ می‌نواخت. او در جریان دوران بیداری ملی استونی با کارل رابرت یاکوبسون، یوهان وولدمار یانسن و لیدیا کویدولا آشنا شد.
در جشنواره موسیقی استونی سال ۱۸۶۹ به‌همراه کارل رابرت یاکوبسون به‌عنوان مجری اصلی جشنواره و همچنین رئیس هیئت داوران برای اجراهای کر فعالیت داشت.